# Seitental
Als Seitental (auch Nebental) wird ein Gebirgstal bezeichnet, das annähernd quer in das Tal eines viel wasserreicheren Flusses mündet. Zumeist hat das Haupttal auf jeder Seite mehrere Seitentäler in Abständen von 5 bis 20 km, die oft annähernd parallel angeordnet sind.
Im Sinne der klassischen Flussordnungszahl haben ausgeprägte Haupttäler vom Typus eines Längstales meist die Ordnung {2} oder {3}, ihre Seitentäler daher die Ordnung {3} oder {4}. 

Zur Definition: 

Ein ins offene Meer mündendes Fließgewässer ist von Ordnung {1}; es wird bei einem großen Einzugsgebiet als Strom bezeichnet. Die größten Ströme Mitteleuropas sind Donau, Elbe, Oder, Rhein und Rhône.
Zum Sprachgebrauch: 

Die Zuflüsse dieser Fließgewässer 1. Ordnung werden i.a. nicht als Seitentäler bezeichnet – einerseits wegen ihrer oft erheblichen Breite, andererseits weil sie meist unter flachem Winkel münden (ähnliche Fließrichtung wie der Strom). Seitentäler 2. Ordnung gibt es allenfalls im Oberlauf eines Stromes, wo der Mündungswinkel 45° überschreiten kann.

## Einige Beispiele

### Einzugsgebiet der Donau
Die Donau {1} hat allenfalls im Bergland deutliche Seitentäler {2}: Krems, Günz, Lauchert
- Inn {2} mit großen Seitentälern {3}: z. B. Ziller-, Achental, Ötztal, Stanzertal, Val Bernina
  - Salzach {3} mit südlichen Hängetälern {4}: Gasteiner-, Rauris-, Kaprunertal, Stubach-, Habachtal usw.
  - Wipptal {3} mit kleinen Seitentälern {4}: Stubai-, Viggen-, Gschnitztal
- Isar {2} nur im Oberlauf: Karwendeltal, Ödkar-, Gleirschtal, Lafatsch

### Einzugsgebiet des Rheins
Der Rhein selbst {1} hat außer der Lahn nur im Oberlauf einige deutliche Seitentäler {2}: Prätigau, Rabiusa, Valser Rhein
- der Neckar {2} jedoch bereits im Hügelland: Jagst, Enz, Rems usw.
- die Aare {2} schon ab dem Mittellauf: Emme {3}, Simmental, Lauterbrunnen usw.
  - das Emmental {3} bereits großteils: Bigental {4}, Frittenbach-, Dürrgraben
- die Ill {2} mit breiten Trogtälern {3} wie Gr. Walsertal, Klostertal.

## Geomorphologie und Klima

### Seitental-Definition
Die Geomorphologie kennt ein einfaches Mittel, um die Talform von Zuflüssen einzustufen: die Auslenkung der Höhenlinien. Als Seitental kann z. B. jede Talform definiert werden, bei der die Höhenlinien vom Haupttal um mindestens 1 km seitlich ausweichen. Dadurch scheiden im Gebirge z. B. alle steilen Gräben in den Talflanken aus. Bei Vorherrschen von Hängetälern kann der Wert verringert oder in größerer Höhe gemessen werden.